# Culeolus wyville-thomsoni
Culeolus wyville-thomsoni är en sjöpungsart som beskrevs av William Abbott Herdman 1881. Culeolus wyville-thomsoni ingår i släktet Culeolus och familjen lädermantlade sjöpungar. Inga underarter finns listade i Catalogue of Life.